# Wairoa (fleuve de la baie de l’Abondance)
Pour les articles homonymes, voir Wairoa (homonymie).

Le fleuve Wairoa  (en anglais : Wairoa River) est un cours d’eau de l’île du Nord de la Nouvelle-Zélande.

## Géographie
Le fleuve Wairoa court vers le nord et se jette dans Tauranga Harbour, à l’extrémité ouest de la baie de l'Abondance, dans l’île du Nord de la Nouvelle-Zélande.

## Centrale Hydro-électrique
Dans le milieu des années 1970, le Tauranga Joint Generation Committee  proposa un projet de construction de centrale hydroélectrique sur le trajet de la rivière Wairoa. Le Kaimai Canoe Club, nouvellement formé (établis par Barry Anderson, Bill Ross, Kerry Smith et Peter Entwistle) s’opposa au projet au titre des droits de l’eau dans la mesure, où cela détruirait les possibilités de pèche, de sport et de loisirs pour les générations actuelles et futures. Un compromis fut trouvé  en permettant la libération de l’eau 26 jours dans l’année pour les activités d’eau vive (Rapides .
Le dernier barrage dérive l’eau du lit du fleuve vers la "Ruahihi Power Station"|Centrale électrique de Ruahihi.
TrustPower est maintenant le gestionnaire du projet d’Énergie hydroélectrique du fleuve.

## Loisirs d’eau vive
Chaque année, en février, la partie supérieure de la rivière est le siège d’une course de kayak d’eau vive. Le premier jour un sprint pour descendre la section d’eau vive. Le second jour est  une course deux à deux dans la section de Grade V d’eau vive et de ‘Rollercoaster’.
La section d’eau vive débute au niveau de ‘McLaren Falls’, une chute de 7 m de haut de Grade VI (habituellement sans pagaie). Le premier saut de un mètre est appelé  « Humpty Dumpty », servant souvent de ‘warm-up’. Le premier rapide majeur est « Mother's Nightmare », un long rapide de Grade IV finissant avec un saut de deux mètres de haut. Puis suivent les quelque rapides de grade III (Hélicoptère, Double Trouble et Devils Elbow/Washing Machine). Puis viennent des deux sections de Grade V, « Top Waterfall » (un petit saut dans un trou suivi d’un saut de trois mètres) et Roller Coaster. Après ces trois sauts, se trouve une section de Grade III ‘rock garden,’ un Slalom dans une gorge d’eau vive et quelques courts rapides de grade III conduisant au sommet de la section de  grade III nommée « Bottom Waterfall » (un autre saut de deux mètres).

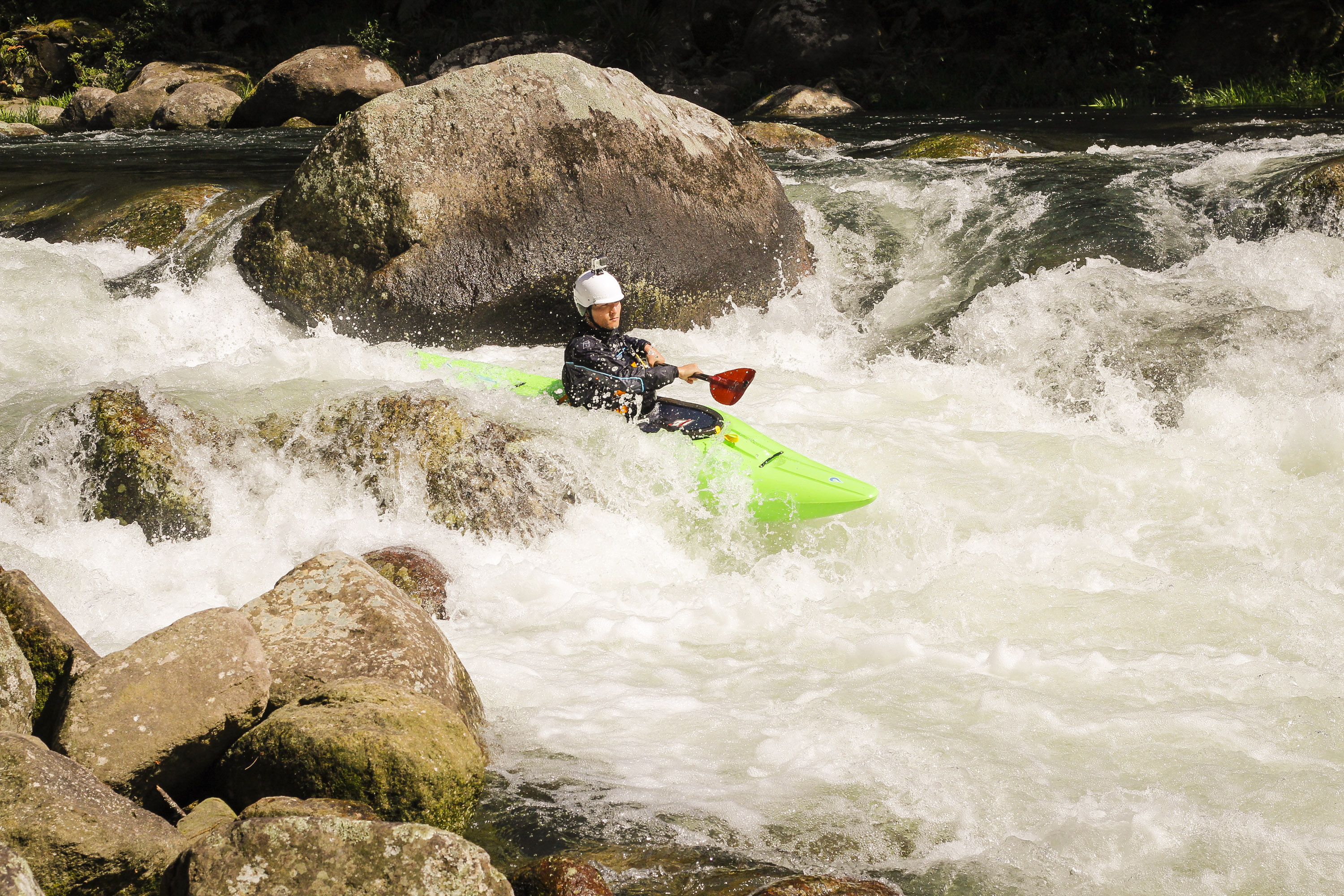
Entrée de « Mother's Nightmare ».
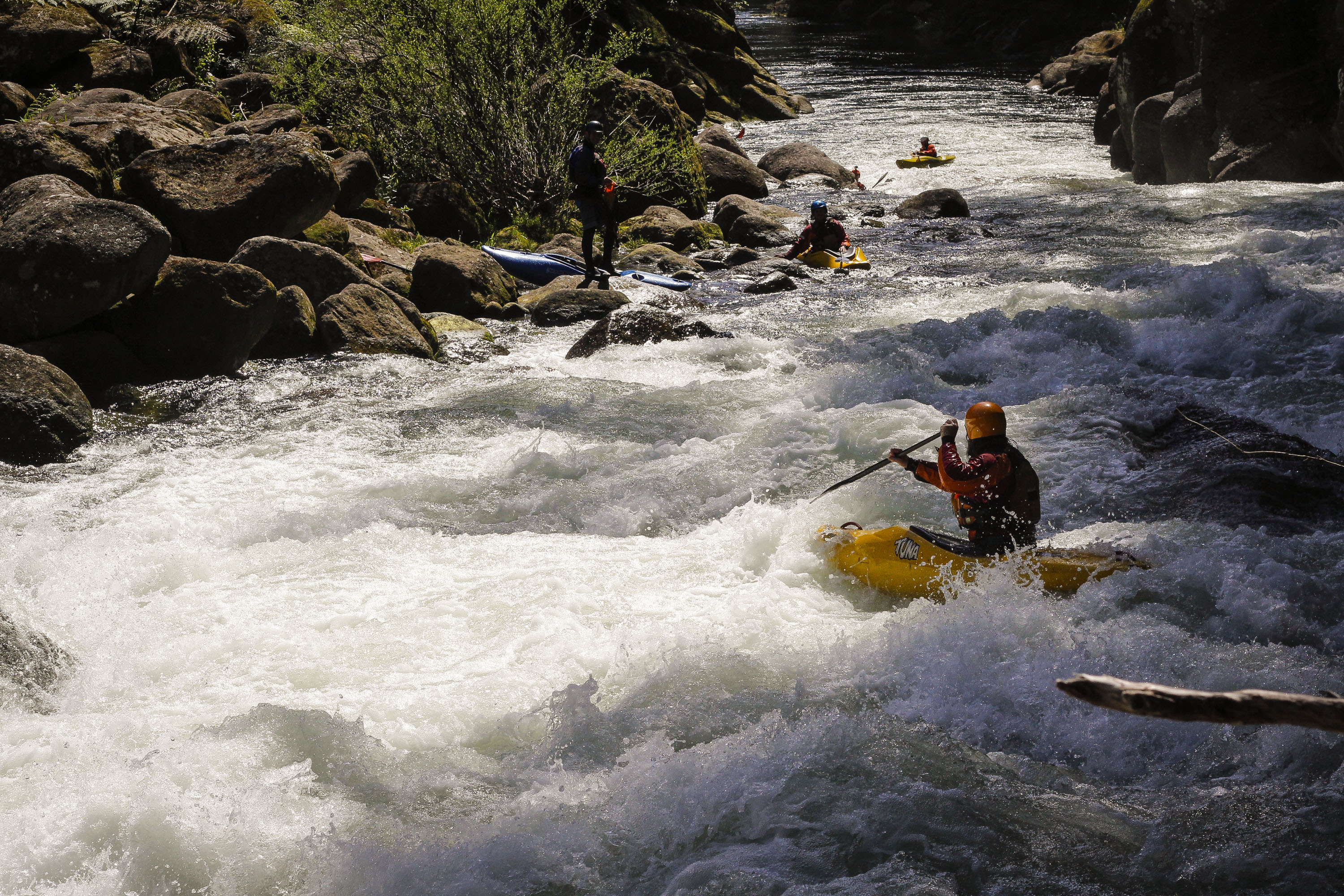
Mother's Nightmare.
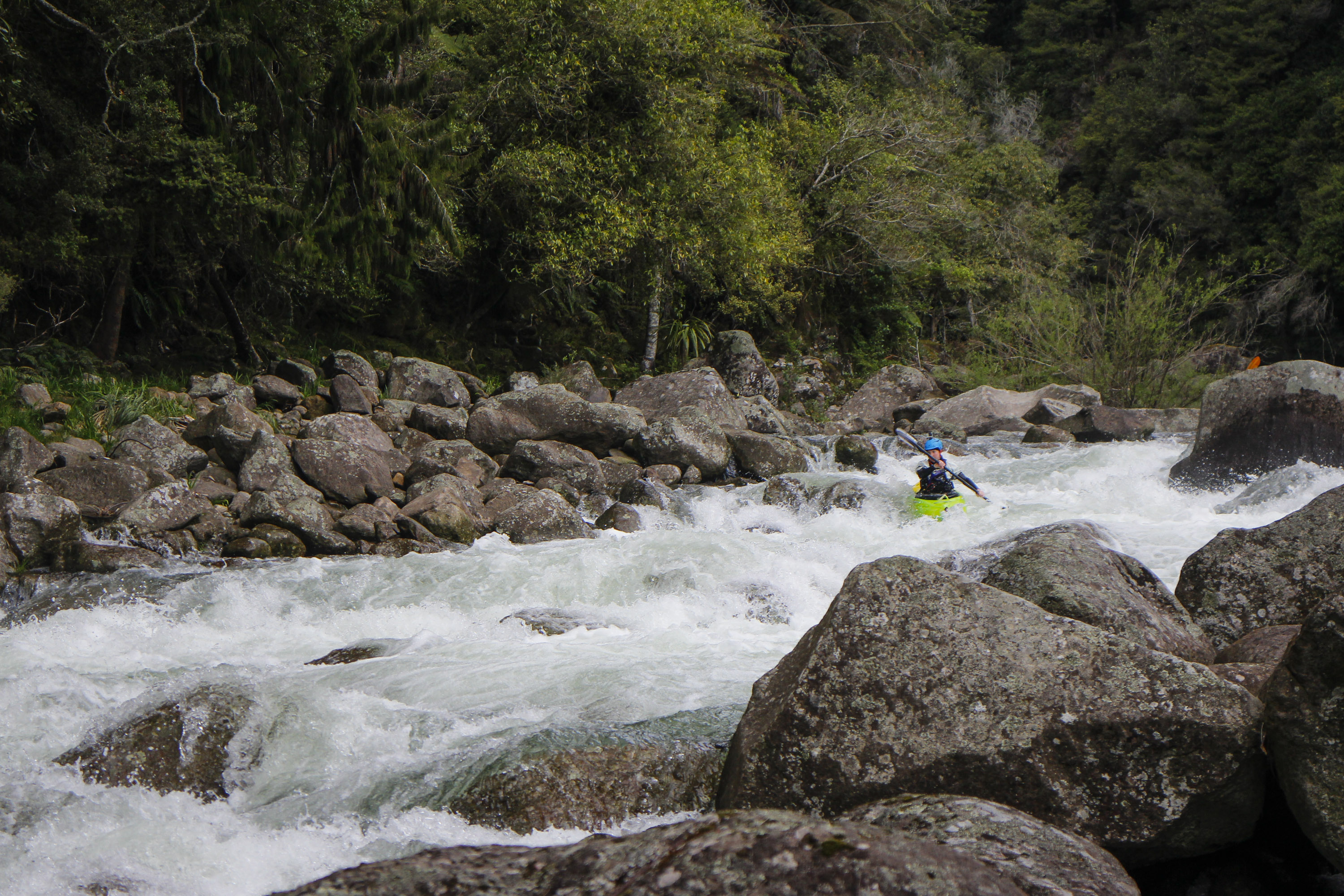
Mother's Nightmare (en regardant vers le haut).
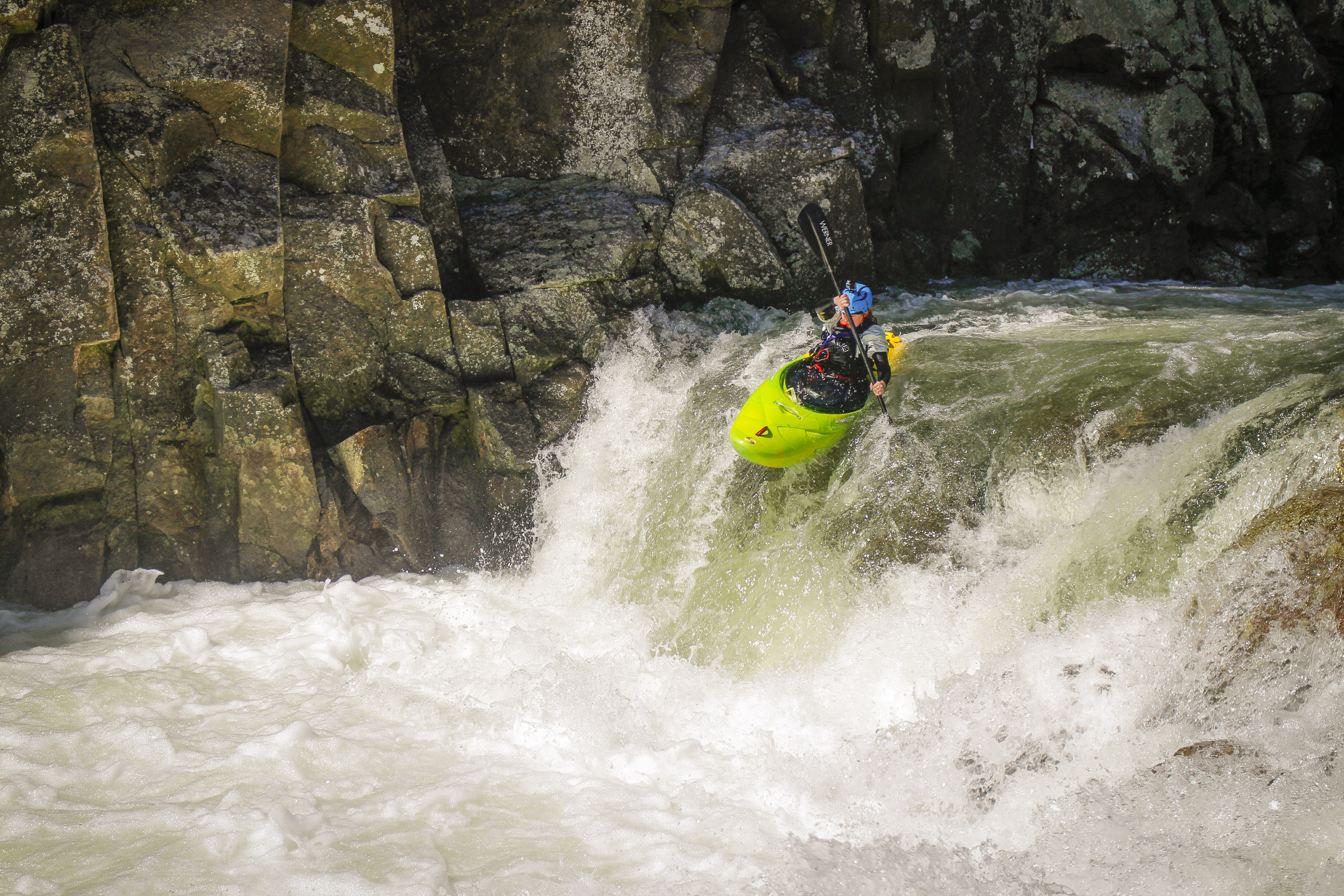
saut de Mother's nightmare.
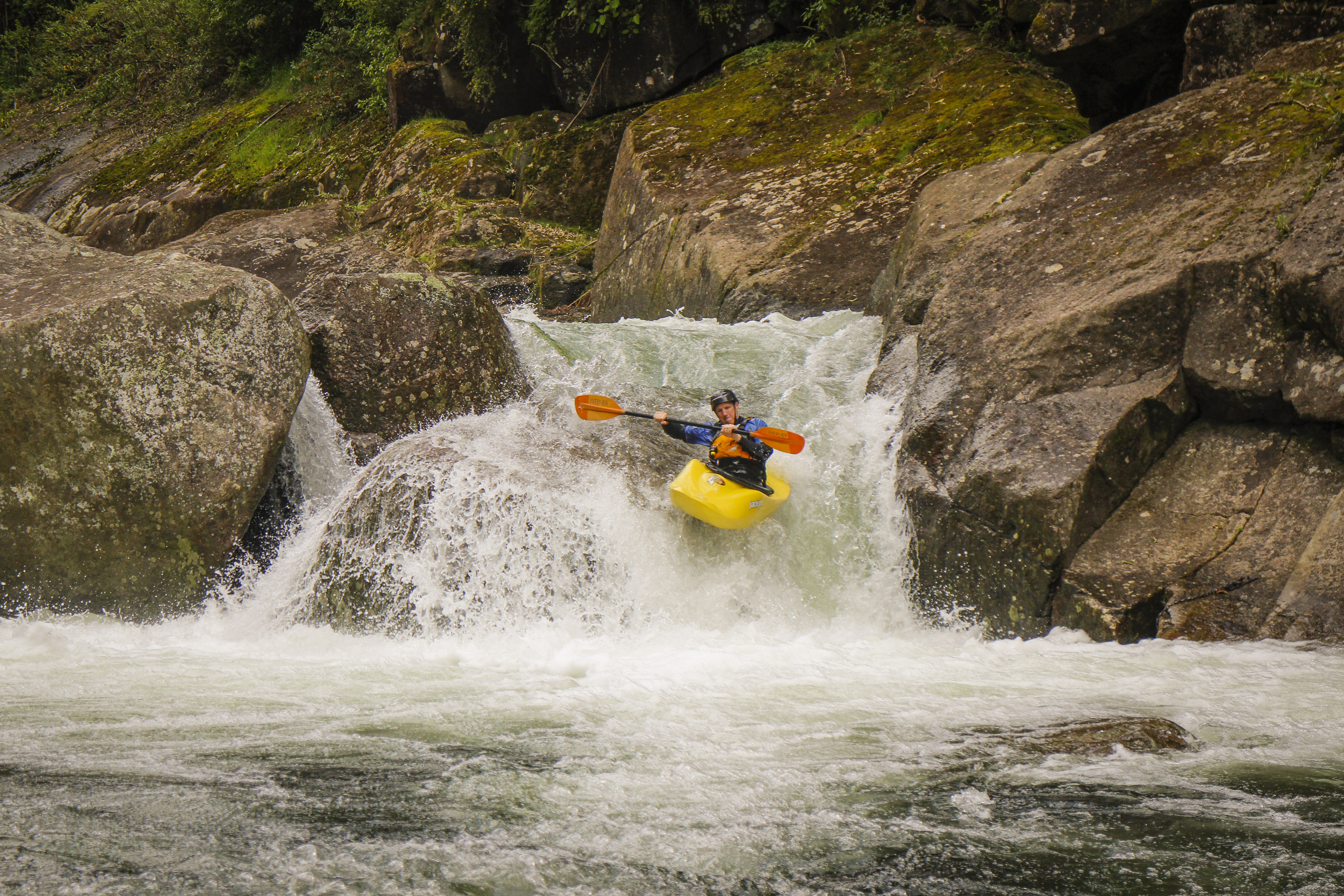
Sommet de Waterfall.
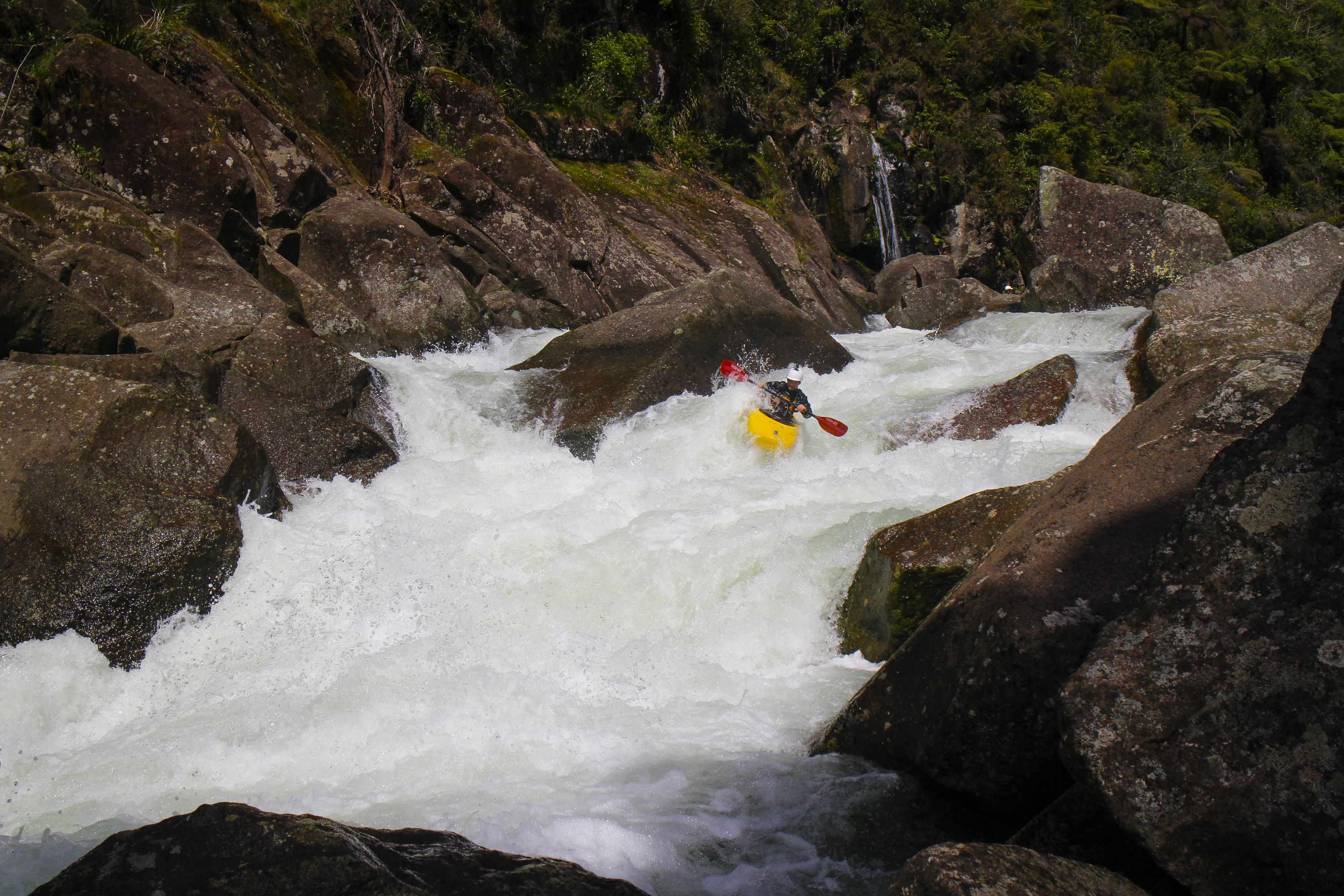
Rapide de Rollercoaster.
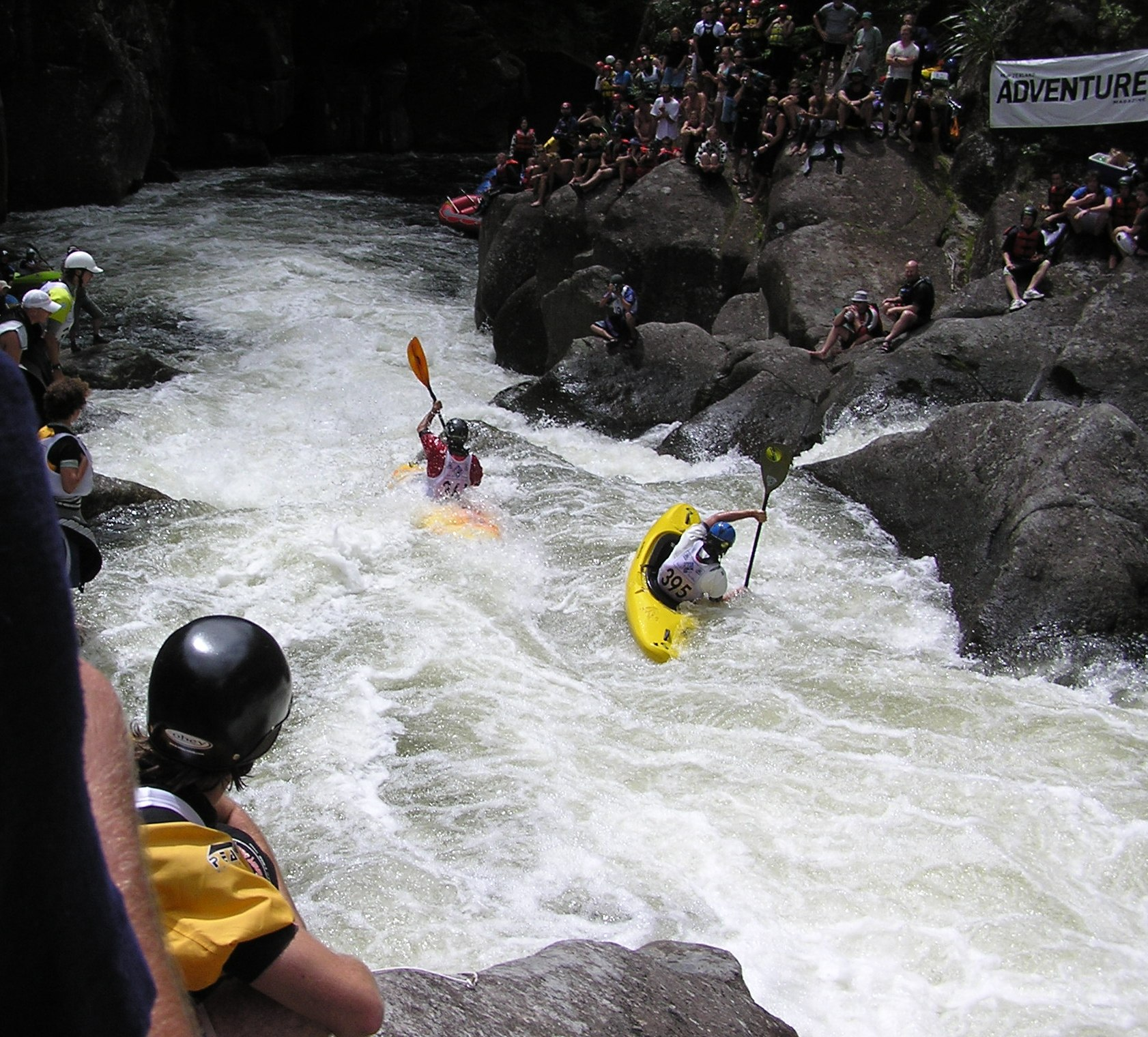
Roller Coaster sur la rivière Wairoa River de la Baie de l'Abondance.
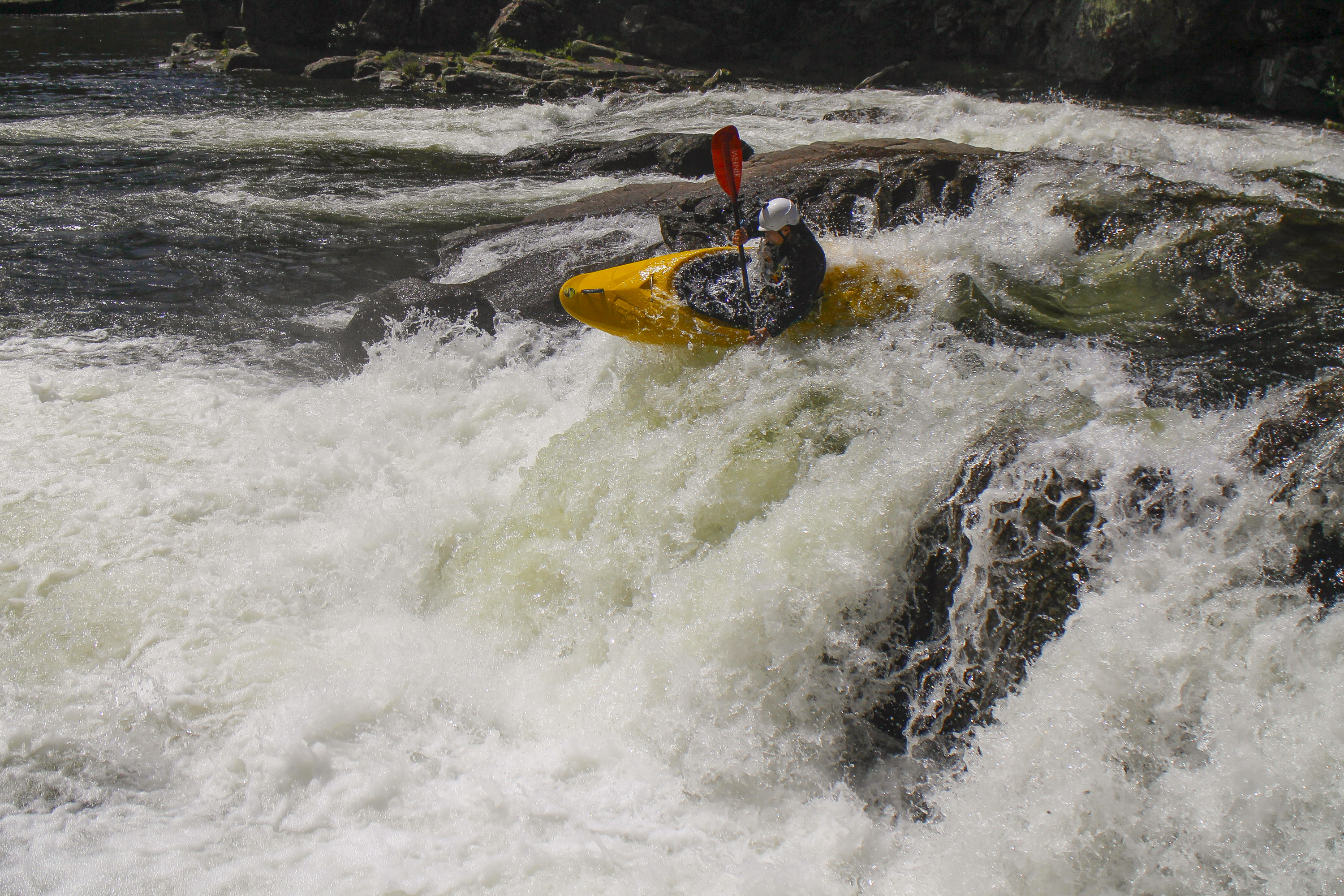
Derrière la chute d’eau.